# Guerrilla Girls
Guerrilla Girls era el nom d'un conjunt d'artistes feministes que va néixer a Nova York el 1984, van prendre aquest nom perquè feien servir tàctiques de guerrilla per promocionar la presència de la dona en l'art. Llur primer treball fou desplegar pòsters als carrers de Nova York per denunciar el desequilibri de gènere i de raça dels artistes representats en galeries i museus. Al llarg dels anys van estendre llur activisme fins a Hollywood i a la indústria del cinema, la cultura popular, els estereotips de gènere i la corrupció en el món de l'art.
Les membres del grup originari sempre duien màscares de goril·la i de forma puntual minifaldilles i mitges de xarxa. Comentaven que ningú del seu entorn (ni famílies ni companys ni marits) coneixien llur identitat, tret dels seus perruquers. A més de desconèixer-se'n la identitat, també es desconeixia el nombre de membres del grup.
Actualment les Guerrilla Girls ja no existeixen en tant que el format original. Avui dia hi ha tres grups que s'anomenen i autoproclamen com a successors. Un d'ells és teatral i viatja per tot els Estats Units per denunciar la manca de papers per a les actrius tant en cinema com en teatre. Els altres dos grups són grups d'art visual i també denuncien la marginació de la dona en l'art.
Els crítics van catalogar les Guerrilla Girls d'hipòcrites i de servir a l'activisme social per a fins purament propagandístics. Segons els seus detractors, encara que el propòsit de les campanyes d'aquest grup fos cridar l'atenció sobre l'art realitzat per dones, el seu autèntic propòsit va servir a la classe mitjana més privilegiada i classista. Per això avui dia les Guerrilla Girls actuals posen més èmfasi en promoure campanyes a nivell mundial en contra de la violència contra la dona, la desigualtat social, les guerres o les dictadures policials.